# لوسیو گودوی
لوسیو گودوی (اسپانیایی: Lucio Godoy‎؛ زادهٔ ۱۹۵۸) موسیقی‌دان و آهنگساز آرژانتینی-اسپانیایی است. وی دانش‌آموختهٔ کالج موسیقی برکلی (شعبهٔ والنسیا) است.

## گزیدهٔ نقش‌آفرینی‌ها

### سینما
- نانوایی در بروکلین (۲۰۱۶)
- زندگی غیرمنتظره (۲۰۱۴)
- یک داستان چینی (۲۰۱۱)
- بلک‌تورن (۲۰۱۱)
- آفتابگردان‌های کور (۲۰۰۸)
- تعلیم پریان[۱] (۲۰۰۶)
- اِرماناس (۲۰۰۵)
- اوهام (۲۰۰۵)
- ملیسا پی. (۲۰۰۵)
- حرکت نکن (۲۰۰۴)
- دوشنبه‌ها در آفتاب (۲۰۰۲)

### تلویزیون
- گراند هتل (۲۰۱۱)